# Liste des évêques de Banjul
La liste des évêques de Banjul recense les noms des évêques qui se sont succédé à la tête de la mission sui juris de Gambie depuis sa création le 6 mai 1931 par détachement du vicariat apostolique de Sénégambie, puis à la tête de la préfecture apostolique de Bathurst en Gambie à partir du 8 mars 1951 puis du diocèse de Bathurst (24 juin 1957) et enfin du diocèse de Banjul (Dioecesis Baniulensis) depuis le changement de dénomination intervenu le 9 mai 1974. 

## Supérieurs de la Mission
- 16 octobre 1931-† 1946 : Giovanni Meehan, CSSp, supérieur de la Mission de Gambie.
- 7 juin 1946-1951 : Matteo Farrelly, CSSp, supérieur de la Mission de Gambie.

## Préfet apostolique
- 1951-24 juin 1957 : Michaël Moloney (Michaël Joseph Moloney), CSSp, préfet apostolique de Bathurst en Gambie.

## Évêques
- 24 juin 1957-14 novembre 1980 : Michaël Moloney (Michaël Joseph Moloney), CSSp, promu évêque de Bathurst en Gambie, puis évêque de Banjul le 9 mai 1974.
- 24 janvier 1981-25 février 2006 : Michaël Cleary (Michaël J. Cleary), CSSp
- 25 février 2006-30 novembre 2017 : Robert Ellison (Robert Patrick Ellison), CSSp
- depuis le 30 novembre 2017 : Gabriel Mendy, CSSp

## Sources
- Fiche du diocèse sur catholic-hierarchy.org